# Deroplatys shelfordi
Deroplatys shelfordi är en bönsyrseart som beskrevs av Kirby 1903. Deroplatys shelfordi ingår i släktet Deroplatys och familjen Mantidae. Inga underarter finns listade i Catalogue of Life.